# Desmophyllum dianthus
Desmophyllum dianthus är en korallart som först beskrevs av Eugen Johann Christoph Esper 1794.  Desmophyllum dianthus ingår i släktet Desmophyllum och familjen Caryophylliidae. Inga underarter finns listade i Catalogue of Life.